# Carson McCullers
Carson McCullers (født 19. februar 1917, død 29. september 1967) var en amerikansk forfatter. Hun skrev romaner, noveller, og to skuespil, samt poesi og essays.
McCullers første roman The Heart is a Lonely Hunter udforsker den åndelige isolation af afvigere og udstødte i Sydstaterne. Hendes øvrige romaner har lignende temaer og udspiller sig i alle Sydstaterne.

## Værker
- Hjertet er en ensom vandrer (1941) (The Heart is a Lonely Hunter, 1940)
- Balladen om den bedrøvelige café (The ballad of the sad cafe, 1951)